# Labastide-Saint-Georges
Labastide-Saint-Georges är en kommun i departementet Tarn i regionen Occitanien i södra Frankrike. Kommunen ligger i kantonen Lavaur som tillhör arrondissementet Castres. År 2022 hade Labastide-Saint-Georges 1 985 invånare.

## Befolkningsutveckling
Antalet invånare i kommunen Labastide-Saint-Georges
| Referens: INSEE |